# Warburton, Mpumalanga
Warburton este un oraș din Africa de Sud.